# Erkel Lajos
Erkel Lajos (Gyula, 1850. február 24. – Budapest, Terézváros, 1906. január 24.) operaénekes, sakkozó; Erkel Ferenc fia, Adler György egyházkarnagy unokája. Apjától elsősorban sakk-készségét örökölte.

## Élete
Erkel Ferenc és Adler Adél hetedik gyermekeként született.
Stoll Pétertől tanult énekelni. 1881. február 9-én Gyulai Lajos néven debütált a Várszínházban Gounod Faustjának címszerepében. Teljes bukás volt bemutatkozása, ezért az énekesi pályával hamar felhagyott. 1893. szeptember 1-jétől haláláig az Operaház ügyelője volt.
1881-ben idős apja rossz egészsége miatt lemondott a Pesti Sakk-kör tényleges vezetéséről. Ekkortól Erkel Lajos titkárként volt az egyesület gyakorlati vezetője, egyúttal a Vasárnapi Ujság sakkrovatát is szerkesztette.
Családja, gyermeke nem volt. Apjával élt, ápolta. Testvéreivel együtt ő is részt vett szülője műveinek másolásában, ill. kidolgozásában; valószínűleg a Névtelen hősökben volt a legnagyobb a részvétele. István és Mária testvérével hárman voltak jelen a nagy családból Erkel Ferenccel utolsó óráiban.